# Romain Perraud
Romain Perraud (Toulouse, 22 de septiembre de 1997) es un futbolista francés que juega de defensa en el Lille O. S. C. de la Ligue 1.

## Trayectoria

### O. G. C. Niza
Comenzó su carrera en el equipo filial del O. G. C. Niza en 2015.
Con el primer equipo debutó el 8 de diciembre de 2016, en un partido de la Liga Europa de la UEFA 2016-17 frente al FC Krasnodar.
Durante la temporada 2018-19 estuvo cedido en el Paris F. C. de la Ligue 2.

### Stade Brestois
En 2019 fichó por el Stade Brestois 29, equipo recién ascendido a la Ligue 1, haciéndose con el puesto de titular desde el principio.

### Inglaterra
El 2 de julio de 2021 se hizo oficial su marcha a la Premier League tras fichar por el Southampton F. C. por cuatro temporadas. Tras cumplir la mitad de ellas, en agosto de 2023 regresó cedido al O. G. C. Niza.

### Real Betis
El Real Betis Balompié y el Southampton llegaron a un acuerdo en junio de 2024 para el traspaso de Romain Perraud que fichó por el equipo andaluz para las siguientes cinco temporadas.

## Selección nacional
Fue internacional sub-17, sub-18, sub-19 y sub-20 con la selección de fútbol de Francia.

## Estadísticas

### Clubes
Actualizado al último partido disputado el 7 de diciembre de 2024.
| Club                         | Div.          | Temporada     | Liga  | Liga  | Copas nacionales | Copas nacionales | Copas internacionales | Copas internacionales | Total | Total |
| Club                         | Div.          | Temporada     | Part. | Goles | Part.            | Goles            | Part.                 | Goles                 | Part. | Goles |
| ---------------------------- | ------------- | ------------- | ----- | ----- | ---------------- | ---------------- | --------------------- | --------------------- | ----- | ----- |
| O. G. C. Niza II Francia     | 4.ª           | 2014-15       | 5     | 0     | ―                | ―                | ―                     | ―                     | 5     | 0     |
| O. G. C. Niza II Francia     | 4.ª           | 2015-16       | 13    | 3     | ―                | ―                | ―                     | ―                     | 13    | 3     |
| O. G. C. Niza II Francia     | 4.ª           | 2016-17       | 26    | 5     | ―                | ―                | ―                     | ―                     | 26    | 5     |
| O. G. C. Niza II Francia     | 4.ª           | 2017-18       | 21    | 1     | ―                | ―                | ―                     | ―                     | 21    | 1     |
| O. G. C. Niza II Francia     | Total club    | Total club    | 65    | 9     | 0                | 0                | 0                     | 0                     | 65    | 9     |
| O. G. C. Niza Francia        | 1.ª           | 2016-17       | 0     | 0     | 0                | 0                | 1                     | 0                     | 1     | 0     |
| O. G. C. Niza Francia        | 1.ª           | 2017-18       | 1     | 0     | 0                | 0                | 2                     | 0                     | 3     | 0     |
| O. G. C. Niza Francia        | 1.ª           | 2018-19       | 0     | 0     | 0                | 0                | ―                     | ―                     | 0     | 0     |
| Paris F. C. Francia          | 2.ª           | 2018-19       | 33    | 5     | 1                | 0                | ―                     | ―                     | 34    | 5     |
| Paris F. C. Francia          | Total club    | Total club    | 33    | 5     | 1                | 0                | 0                     | 0                     | 34    | 5     |
| Stade Brestois 29 Francia    | 1.ª           | 2019-20       | 20    | 0     | 4                | 0                | ―                     | ―                     | 24    | 0     |
| Stade Brestois 29 Francia    | 1.ª           | 2020-21       | 36    | 3     | 1                | 0                | ―                     | ―                     | 37    | 3     |
| Stade Brestois 29 Francia    | Total club    | Total club    | 56    | 3     | 5                | 0                | 0                     | 0                     | 61    | 3     |
| Southampton F. C. Inglaterra | 1.ª           | 2021-22       | 20    | 0     | 3                | 1                | ―                     | ―                     | 23    | 1     |
| Southampton F. C. Inglaterra | 1.ª           | 2022-23       | 29    | 2     | 7                | 2                | ―                     | ―                     | 36    | 4     |
| Southampton F. C. Inglaterra | 2.ª           | 2023-24       | 0     | 0     | 1                | 0                | ―                     | ―                     | 1     | 0     |
| Southampton F. C. Inglaterra | Total club    | Total club    | 49    | 2     | 11               | 3                | 0                     | 0                     | 60    | 5     |
| O. G. C. Niza Francia        | 1.ª           | 2023-24       | 19    | 0     | 2                | 0                | ―                     | ―                     | 21    | 0     |
| O. G. C. Niza Francia        | Total club    | Total club    | 20    | 0     | 2                | 0                | 3                     | 0                     | 25    | 0     |
| Real Betis Balompié · España | 1.ª           | 2024-25       | 15    | 0     | 2                | 0                | 4                     | 0                     | 21    | 0     |
| Real Betis Balompié · España | Total club    | Total club    | 15    | 0     | 2                | 0                | 4                     | 0                     | 21    | 0     |
| Total carrera                | Total carrera | Total carrera | 238   | 19    | 21               | 3                | 7                     | 0                     | 266   | 22    |